# پروا زیرین
پروا زیرین (به انگلیسی: Kuz Parwa) یک منطقهٔ مسکونی در پاکستان است که در خیبر پختونخوا واقع شده‌است.